# Schuhfertiger
Der Schuhfertiger ist in Deutschland ein staatlich anerkannter Ausbildungsberuf nach dem Berufsbildungsgesetz. Im Gegensatz zum Schuhmacher steht beim Schuhfertiger die industrielle Herstellung von Schuhen im Vordergrund der Arbeit.

## Ausbildungsdauer und Struktur
Die Ausbildungsdauer zum Schuhfertiger beträgt in der Regel drei Jahre. Die Ausbildung erfolgt an den Lernorten Betrieb und Berufsschule. Der Beruf ist als Monoberuf strukturiert.

## Arbeitsgebiete
Schuhfertiger stellen mit industriellen Fertigungsmethoden Schuhwerk aller Art her. Sie wählen Leder oder synthetische Materialien sowie andere Werk- und Hilfsstoffe aus, schneiden und stanzen Schaft- und Bodenteile, richten Schaftteile und stellen aus den Einzelteilen Damen-, Herren- und Kinderschuhe her. Sie fertigen aber auch Berg- und Wanderschuhe, Reitstiefel oder Sicherheitsschuhe. Auf die so produzierten Schuhe werden bei Bedarf Ziernähte angebracht, bevor die Produkte verkaufs- und versandfertig gemacht werden.

## Berufsschule
Für diesen Ausbildungsberuf existieren die folgenden Berufsschulen
- Berufskolleg Opladen[3]
- Berufsbildende Schule in Pirmasens[4]
- Berufsbildungszentrum Dr. Jürgen Ulderup in Sulingen[5]

## Anrechnung der Berufsausbildung
Im Jahr 2010 wurde der Ausbildungsberuf Schuh- und Lederwarenstepper modernisiert. Seit 2011 gibt es einen neuen Ausbildungsberuf mit dem Titel Fachkraft für Lederverarbeitung. Auszubildende, die ihre Abschlussprüfung in diesem neuen Beruf absolviert haben, erhalten die Möglichkeit, ihre Ausbildung im zweiten und dritten Ausbildungsjahr als Schuhfertiger fortzusetzen.